# Pavel Ryžėŭski
Pavel Valjancinavič Ryžėŭski (in bielorusso Павел Валянцінавіч Рыжэўскі?; in russo Павел Валентинович Рыжевский?, Pavel Valentinovič Ryževskij; Minsk, 3 marzo 1981) è un ex calciatore bielorusso, di ruolo attaccante.

## Carriera

### Club
Ha cominciato la sua carriera in patria con il Maladzečna nel 1999. Nel 2000 si trasferisce in Lettonia con il Policijas, dove ottiene una salvezza nella Virslīga 2000; l'anno seguente scende di categoria, giocando nello Skonto/Metāls Rīga, di fatto formazione riserve dello Skonto. Promosso in prima squadra, tra il 2002 e il 2003 vince due campionati, una coppa lettone e una Coppa della Livonia.
Dal 2004 al 2007 va al Dinaburg, mentre ad inizio 2008 torna dopo 9 anni in patria con la Dinamo Brėst; qui, però, trova pochi spazi, giocando appena cinque scampoli di partita. Torna in Lettonia, stavolta con il Blāzma, con cui in tre anni ottiene altrettante salvezze in massima serie, prima che il club fallisca. Nel 2012 scende di categoria con l'Ilūkstes NSS, con cui ottiene l'immediata promozione in massima serie (la squadra arrivò seconda, ma la prima era una formazione riserve non promuovibile) e il titolo di capocannoniere. Non segue, però, la squadra in massima serie, ma rimane in 1. Līga, con il BFC Daugavpils.
Stavolta non vinse il titolo capocannoniere (finì solo ottavo con 14 reti, ma vinse il campionato, ottenendo la seconda promozione consecutiva.
Nella massima serie lettone ha collezionato oltre cento presenze.

## Palmarès

### Club
- Campionato lettone: 2

Skonto: 2002, 2003
- Coppa di Lettonia: 1

Skonto: 2002
- Coppa della Livonia: 1

Skonto: 2003
- 1. Līga: 1

BFC Daugavpils: 2013

### Individuale
- Capocannoniere della 1. Līga: 1

2012 (27 reti)